# Yasa greeni
Yasa greeni är en insektsart som beskrevs av William Lucas Distant 1908. Yasa greeni ingår i släktet Yasa och familjen hornstritar. Inga underarter finns listade i Catalogue of Life.